# Янг, Тим
Тимоти Пол «Тим» Янг (англ. Timothy Paul "Tim" Young; род. 9 апреля 1968, Мурстаун, Нью-Джерси) — американский гребец, выступавший за сборную США по академической гребле в 1990-х годах. Серебряный призёр летних Олимпийских игр в Атланте, обладатель серебряной медали Панамериканских игр в Мар-дель-Плате, победитель и призёр многих регат национального значения.

## Биография
Тим Янг родился 9 апреля 1969 года в городе Мурстаун, штат Нью-Джерси.
Дебютировал в гребле на взрослом международном уровне в сезоне 1994 года, когда вошёл в основной состав американской национальной сборной и выступил на домашнем чемпионате мира в Индианаполисе — в зачёте парных четвёрок сумел квалифицироваться лишь в утешительный финал B и расположился в итоговом протоколе соревнований на седьмой строке.
В 1995 году побывал на Панамериканских играх в Мар-дель-Плате, откуда привёз награду серебряного достоинства, выигранную в парных четвёрках — в финале пропустил вперёд только экипаж из Аргентины. В той же дисциплине стартовал на мировом первенстве в Тампере, однако здесь попасть в число призёров не смог — в финале финишировал шестым.
Благодаря череде удачных выступлений удостоился права защищать честь страны на домашних летних Олимпийских играх 1996 года в Атланте. В составе парного экипажа-четвёрки, куда также вошли гребцы Эрик Мюллер, Брайан Джемисон и Джейсон Гейлс, показал в решающем заезде второй результат, уступив только команде Германии, и тем самым завоевал серебряную олимпийскую медаль.
После атлантской Олимпиады Янг больше не показывал сколько-нибудь значимых результатов в академической гребле на международном уровне.